# Captura de Buques de la Confederación
En la noche del 21 de agosto de 1836, y sin previa declaración de guerra, marinos chilenos a bordo del bergantín "Aquiles", comandados por el capitán de fragata Pedro Angulo Novoa, tomaron control de la barca "Santa Cruz", el bergantín "Arequipeño" y la goleta "Peruviana", anclados en el Callao sin armas y solo el Santa Cruz con tripulación que opuso resistencia. 
Esta operación provocó un arrebato de cólera en el Protector Santa Cruz, quien ordenó el arresto inmediato del embajador chileno Ventura Lavalle por considerarlo cómplice del atentado, aunque fue liberado poco después en miras al arreglo pacífico de un agente diplomático inglés que logró la firma de un tratado entre el jefe de la expedición chilena y el gobernador político y militar del Callao, comprometiéndose los chilenos a no realizar más capturas a cambio de llevarse sus presas hasta que se produjera el acuerdo definitivo. 
Este pacto no sería ratificado por el gobierno chileno y su ministro Portales (quien buscaba una excusa para declarar la guerra a la Confederación), por lo que el 19 de octubre saldrían de Valparaíso con destino al Callao, 5 navíos chilenos al mando de Blanco Encalada, con el propósito de capturar más barcos peruanos, pero se les negó la entrada al puerto.

## Antecedentes
La expedición del general chileno Ramón Freire Serrano había producido una tensa situación en las relaciones entre Chile y la Confederación. El ministro chileno, Diego Portales Palazuelos, ideó un plan para desbaratar a las fuerzas armadas de la Confederación, el cual consistía en que, mientras enviaba a la recientemente sublevada fragata "Monteagudo" a someter al general Freire en Chiloé, simultáneamente ordena, el 13 de agosto de 1836, zarpar al bergantín "Aquiles" y a la goleta "Colo Colo" para apoderarse de los buques confederados que se encontraban en El Callao. Entregó el mando de esta empresa al Coronel Victorino Garrido, en calidad de comisionado del Gobierno de Chile. Esta operación se desarrollaría sin previa declaratoria de guerra.

## La Operación
La goleta "Colo Colo" fue enviada a Arica e Islay para apoderarse de los buques y embarcaciones allí existentes. El "Aquiles", comandado por el capitán de fragata Pedro Angulo, navegó directamente al Callao, siendo retrasado por un temporal que lo desarboló, pudiendo recalar a ese puerto sólo el 21 de agosto de 1836.
En el puerto del Callao permanecían ancladas las siguientes naves de la Confederación: la barca "Santa Cruz", los bergantines "Arequipeño" y "Fundador" y la goleta "Peruviana".
A la medianoche de ese día, el comandante Pedro Angulo, al mando de cinco botes, se apoderó consecutivamente de la "Santa Cruz", "Arequipeña" y ""Peruviana". El bergantín "Fundador" estaba desarbolado y sin su cubierta, por lo que no era una presa rentable.
Los buques capturados fueron llevados fuera de la bahía para amarinarlos, posteriormente fueron enviados a Chile. 
La posterior cólera del mariscal Andrés de Santa Cruz lo llevó a detener al encargado de negocios chileno, pero luego recapacitando sobre su inmunidad diplomática, lo dejó en libertad y le concedió un pasaporte para dejar el país.
La firme actitud de Victorino Garrido llevó a la firma de un tratado en el que se establecía que Chile no capturaría ningún otro buque de la Confederación, se comprometía a retirarse de las costas peruanas en el plazo de diez días y podía mantener los buques apresados hasta que se llegase a una arreglo definitivo.
Además, las partes se comprometían en no aumentar sus fuerzas navales durante el plazo de cuatro meses y el Encargado de Negocios podía volver a Lima.
El 2 de septiembre, la flotilla zarpó de El Callao rumbo a Valparaíso, donde recaló el 23 del mismo mes.

## Las tripulaciones peruanas entran al servicio de la Armada Chilena
Al día siguiente de la captura cuando se distribuyó la marinería entre las naves capturadas los marinos chilenos "se dieron con la sorpresa" de que la gran mayoría de las tripulaciones peruanas preferían servir en la Armada Chilena antes que a Santa Cruz y la Confederación, esto se explica en que la antigua Marina de Guerra del Perú había combatido a favor del bando restaurador durante la guerra entre los generales Andrés de Santa Cruz y Felipe Santiago Salaverry, finalizada esta contienda con el triunfo del primero , los comandantes de los buques restauradores habían sido removidos de sus mandos quedando sus tripulaciones descontentas. 
Siguiendo este ejemplo, en noviembre de ese mismo año el buque más poderoso de los que quedaban a Santa Cruz, la corbeta Libertad, se sublevó en Guayaquil y tras deponer a sus oficiales se dirigió a Valparaíso para entregarse también a las autoridades chilenas el  8 de diciembre de 1836, haciendo el resto de la guerra como parte de la escuadra de ese país.
En octubre de 1838 el gobierno chileno convino con el general Agustín Gamarra, jefe de los restauradores peruanos, la devolución, al gobierno peruano que él representaba ante Chile y los opositores a Santa Cruz, de los barcos apresados por Garrido. La goleta Peruviana ya había sido recapturada por los confederados pero la barca Santa Cruz y el bergantín Arequipeño pasaron a enarbolar la bandera peruana. Ante esta situación el gobierno protectoral dio un decreto en el cual consideraba ilegal dicha medida señalando también que en caso de ser capturados sus tripulaciones serían consideradas como rebeldes. El Arequipeño fue apresado por el corsario francés Juan Blanchet en el puerto de Supe poco después mientras que la Santa Cruz combatió en Casma enarbolando su bandera peruana.